# Jaszumoto Szavako
Jaszumoto Szavako (安本 紗和子; Hepburn: Yasumoto Sawako) (Sizuoka prefektúra, 1990. július 6. –) japán válogatott labdarúgó.

## Klub
A labdarúgást a TEPCO Mareeze csapatában kezdte. 2011-ben a JEF United Chiba csapatához szerződött. 2012-ben a Mynavi Vegalta Sendai csapatához szerződött.

## Nemzeti válogatott
A japán U20-as válogatott tagjaként részt vett a 2010-es U20-as világbajnokságon.
2010-ben debütált a japán válogatottban. A japán válogatottban 2 mérkőzést játszott.

## Statisztika
| Japán válogatott | Japán válogatott | Japán válogatott |
| Időszak          | Mérk.            | gól              |
| ---------------- | ---------------- | ---------------- |
| 2010             | 2                | 0                |
| Összesen         | 2                | 0                |